# Elsa Poblete
Elsa Adelina Poblete Bustamante (Santiago de Chile, 30 de septiembre de 1952) es una actriz, dramaturga y profesora de actuación chilena. 

## Biografía
Nació el 30 de septiembre de 1952 en Santiago. Hija de Gustavo Poblete Catalán; pintor, profesor y director del Departamento de Plástica de la Universidad de Chile entre 1972 y 1975.
Se formó en la Escuela de Artes de la Representación de la Universidad de Chile, en la mitad de sus estudios se produjo el golpe de Estado cívico-militar que devino en dictadura, período inicial en que se cerró la escuela de teatro. Fue convocada por sus profesores Carlos Matamala y Gustavo Meza para mantener sus estudios, quienes habían conseguido la protección de la Embajada de Francia, para esta gestión que finalmente se concretó en la fundación del grupo Teatro Joven. Elsa no logró su titulación universitaria, pues junto a otros estudiantes como Alfredo Castro y Luis Vera, fueron objeto de un juicio encabezado por un oficial de la Fuerza Aérea de Chile. 
En 1977 fue invitada a participar en una audición para el personaje Tisbea en "El burlador de Sevilla", montaje dirigido por Ramón Núñez en el Teatro de la Universidad Católica de Chile, teatro dirigido por Eugenio Dittborn, donde permaneció algunos años y le tocó cumplir roles importantes del repertorio clásico (Arauco domado, La vida es sueño, El burlador de Sevilla, Casa de Muñecas, La viuda de Apablaza), para el cual ella posee una hermosa y cultivada voz y una sólida presencia escénica.
Además de actuar también en la Compañía Ictus, de gran importancia durante la dictadura militar, ha participado como actriz en diversos grupos de teatro: Teatro Joven —donde fue actriz fundadora junto a Gonzalo Robles, Carlos Matamala y otros—, Teatro La feria, Teatro de la Pasión Inextinguible (en cuya fundación participó junto a Marco Antonio de la Parra y Alex Zisis), Teatro de fin de Siglo y bajo la dirección de los más importantes directores como Jaime Vadell, Ramón Griffero, Ramón López, Ramón Núñez, Gustavo Meza, etc.
Hace 24 años forma parte de la emblemática Compañía Teatro Imagen.
Ha actuado en cine, en algunos títulos fundamentales del último período. La frontera de Ricardo Larraín; Taxi para tres de Orlando Lübert, No y Tony Manero de Pablo Larraín, etc. Destaca su rol protagónico en el tercer cuento de Historias de fútbol que fue muy aplaudido por la crítica y por el que compartió con María Izquierdo el premio a mejor Actriz en el Festival de Cine de Brasilia.
En 2003, recibe la Medalla al Mérito Cultural Profesor Pedro de la Barra por la Universidad de Chile.y la Medalla Rectoral otorgada por el Rector de la Universidad de Chile en reconocimiento a su trayectoria como actriz. En 2015 es invitada a hacer parte como miembro titular de la Academia chilena de Bellas Artes del Instituto de Chile. Es profesora de Actuación y Coordinadora General de la Escuela de Teatro IMAGEN. En 2020, junto a su marido el director y Dramaturgo, Gustavo Meza, recibió el homenaje del Festival Internacional Santiago a Mil por su importante trayectoria en las artes escénicas chilenas.

## Filmografía

### Cine
| Año  | Película                     | Personaje          | Director            |
| ---- | ---------------------------- | ------------------ | ------------------- |
| 1985 | Sexto A 1965                 |                    | Claudio di Girolamo |
| 1987 | Imagen Latente               |                    | Pablo Perelman      |
| 1992 | Archipiélago                 |                    | Pablo Perelman      |
| 1992 | La Frontera                  | Laura              | Ricardo Larraín     |
| 1997 | Historias de fútbol          | Elcira Meson       | Andrés Wood         |
| 2001 | Taxi para tres               | Nelly              | Orlando Lübbert     |
| 2002 | Estación de invierno         |                    | Pamela Espinoza     |
| 2008 | Tony Manero                  | Wilma              | Pablo Larraín       |
| 2009 | Teresa, crucificada por amar | Doña Elvira Valdés | Tatiana Gaviola     |
| 2012 | No                           | Carmen             | Pablo Larraín       |
| 2013 | Raíz                         |                    | Matías Rojas        |
| 2014 | Aurora                       | Directora          | Rodrigo Sepúlveda   |
| 2015 | La mujer de barro            | Rosa               | Sergio Castro       |
| 2017 | Neruda                       | Modista            | Pablo Larraín       |
| 2019 | Ella es Cristina             |                    | Gonzalo Maza        |

### Televisión
| Año   | Título                            | Canal        | Personaje               | Notas               |
| ----- | --------------------------------- | ------------ | ----------------------- | ------------------- |
| 1972] | La sal del desierto               | TVN          | Celeste                 |                     |
| 1975] | La princesa Panchita              | Canal 13     | Panchita                | Teleteatro          |
| 1982  | Anakena                           | Canal 13     | Diana Barra             | Telenovela          |
| 1988  | Vivir así                         | Canal 13     | Marissa Martínez        | Telenovela          |
| 2004  | Geografía del deseo               | TVN          | Psicóloga de Fran       | Serie de televisión |
| 2005  | Los Capo                          | TVN          | Giulia Urbini Orticelli | Telenovela          |
| 2006  | Cómplices                         | TVN          | Lía Pizarro             | Telenovela          |
| 2007  | Héroes                            | Canal 13     | Isabel Riquelme y Maza  | Serie de televisión |
| 2008  | Huaiquimán y Tolosa               | Canal 13     | Dina                    | Serie de televisión |
| 2011  | 12 días que estremecieron a Chile | Chilevisión  | Elsa                    | Serie de televisión |
| 2019  | En terapia                        | MovistarPlay | Kika                    | Serie de televisión |